# Nagórzanka (hromada)
Nagórzanka (ukr. Нагірянська сільська громада) – hromada wiejska w obwodzie tarnopolskim, w rejonie czortkowskim.
Utworzona 1 grudnia 2020 r.
Hromada składa się z 12 wsi: Czerkawszczyzna, Dolina, Jagielnica, Jagielnica Stara, Kapuścińce, Milowce, Muchawka, Nagórzanka, Sosolówka, Szulhanówka, Ułaszkowce, Zabłotówka